# Aeroporto Internacional Cristóvão Colombo
O Aeroporto Internacional Cristóvão Colombo (em italiano:  Aeroporto di Genova-Cristoforo Colombo), é o maior aeroporto da Ligúria localizado em Gênova, Itália. O aeroporto tem o nome do navegador Cristóvão Colombo, provavelmente nativo de Gênova. Está localizado em uma península artificial a 9 km do centro da cidade de Gênova.
O aeroporto serve também o porto da cidade, um dos principais portos da Itália e da Europa. O aeroporto é atualmente administrado pela empresa Aeroporto di Genova que realizou algumas ampliações em sua estrutura. Em 2008 recebeu 1202168 passageiros sendo um dos 10 aeroportos mais movimentados da Itália.

## Terminais e destinos
| Companhias                                   | Destinos                   |
| -------------------------------------------- | -------------------------- |
| Air France operado pela Brit Air             | Paris                      |
| Air Italy                                    | Olbia                      |
| Alitalia                                     | Roma, Catania              |
| Alitalia                                     | Roma, Nápoles              |
| Blu-express                                  | Roma                       |
| British Airways                              | Londres                    |
| Iberia                                       | Madrid                     |
| Lufthansa Regional operado pela Air Dolomiti | Munique                    |
| Ryanair                                      | Alghero, Cagliari, Londres |